# Tripura Tribal National Conference
Tripura Tribal National Conference var ett politiskt parti i den indiska delstaten Tripura. Bildades som en utbrytning ur Tripura Upajati Juba Samiti. 1997 gick TTNC samman med Tripura Hill People's Party och bildade Indigenous Peoples Front of Tripura.